# التهاب روده بزرگ
در پزشکی، به تورم و التهابی که در بخش‌های گوناگون رودهٔ بزرگ (پس‌روده، راست‌روده، و کورروده) پدید می‌آید التهاب رودهٔ بزرگ یا کولیتوریس (به انگلیسی: Colitis) گفته می‌شود. این بیماری ممکن است حاد، خود محدود کننده و یا مزمن باشد اما عموما در دسته بیماریهای گوارشی قرار می‏‌گیرد.